# Ligament pubien inférieur
Le ligament pubien inférieur est un ligament de la symphyse pubienne.
Pour ce ligament la littérature utilise une terminologie variée :
- ligament arqué sous-pubien,
- ligament arqué du pubis,
- ligament triangulaire du pubis,
- ligament de Lauth,
- ligament inférieur de la symphyse pubienne,
- arcade fibreuse sous-pubienne.

## Description
Le ligament pubien supérieur est une lame fibreuse tendue entre les branches inférieures du pubis en arrière et en dessous de l'articulation.
Son bord libre postérieur et inférieur est concave et tranchant.
Il arrondit les branches ischio-pubiennes.

## Aspect clinique
Pour les obstétriciens, il constitue l'arcade pubienne sur laquelle se défléchit la tête fœtale lors de l'accouchement.